# László Lugossy
László Lugossy (Budapest, 23 ottobre 1939) è un regista e sceneggiatore ungherese.
Il suo film Szirmok, virágok, koszorúk ha vinto l'Orso d'argento, gran premio della giuria al Festival di Berlino 1985.

## Filmografia parziale
- Azonositás (1976)
- Köszönöm, megvagyunk (1981)
- Szirmok, virágok, koszorúk (1985)